# Рай (фільм, 2016)
«Рай» (рос. Рай) — російсько-німецький драматичний фільм, знятий Андрієм Кончаловським. Світова прем'єра стрічки відбулась 8 вересня 2016 року на Венеційському кінофестивалі, де вона отримала «Срібного лева» за найкращу режисерську роботу. Фільм розповідає про трьох людей — російську емігрантку й учасницю французького Опору Ольгу Каменську, французького поліцейського-колабораціоніста Жюля та офіцера СС Гельмута — життя яких переплітаються під час Другої світової війни.
Фільм був висунутий Росією на премію «Оскар» за найкращий фільм іноземною мовою.

## У ролях
- Юлія Висоцька — Ольга Каменська
- Крістіан Клаусс — офіцер СС Гельмут
- Філіп Дюкен — Жюль
- Віктор Сухоруков — Генріх Гіммлер
- Петер Курт — Краузе
- Якоб Діль — Фогель
- Віра Воронкова — Роза

## Визнання
| Нагороди та номінації фільму «Рай» | Нагороди та номінації фільму «Рай» | Нагороди та номінації фільму «Рай»           | Нагороди та номінації фільму «Рай» | Нагороди та номінації фільму «Рай» | Нагороди та номінації фільму «Рай» |
| Рік                                | Кінопремія / Кінофестиваль         | Категорія / Нагорода                         | Номінант                           | Результат                          |                                    |
| ---------------------------------- | ---------------------------------- | -------------------------------------------- | ---------------------------------- | ---------------------------------- | ---------------------------------- |
| 2016                               | Венеційський кінофестиваль         | «Золотий лев» за найкращий фільм             | «Рай»                              | Номінація                          |                                    |
| 2016                               | Венеційський кінофестиваль         | «Срібний лев» за найкращу режисерську роботу | Андрій Кончаловський               | Перемога                           |                                    |